# The Blacksmith
The Blacksmith er en amerikansk stumfilm fra 1922 af Buster Keaton og Malcolm St. Clair.

## Medvirkende
- Buster Keaton
- Joe Roberts
- Virginia Fox